# Tranan (fartyg)
Tranan är ett charterfartyg ägt av Ängsholmen Rederi AB.

## Historia
Fartyget byggdes 1935 på Helsingør Jernskibs- og Maskinbyggeri i Helsingör. Under sitt ursprungliga namn Kirsten Piil gick hon i passagerartrafik mellan Köpenhamn och Helsingborg. Hon blev snart känd som Köpenhamns lustbåt och gjorde exklusiva badresor och kryssningar längst olika rutter norr om Köpenhamn.
Under andra världskriget låg hon still i Köpenhamn i brist på bränsle, men 1945 såldes hon till danska marinministeriet och hon döptes om till Kongedybet. År 1969 såldes hon till det svenska rederiet Fjärdlång och fick sitt nuvarande namn Tranan. Hon chartrades bland annat ut till sportfiskare och låg om höstarna ofta utanför Utö och Huvudskär i jakt på torsk.
År 1998 såldes hon till Ängsholmen Rederi AB i Solna som också använde henne för chartertrafik, dock i Mälaren snarare än i Stockholms skärgård. I augusti år 2000 utsattes hon för ett attentat då tre hinkar med orange målarfärg kastas ner på båten från Västerbron.
Förutom ny maskin är Tranan välbevarad och har kvar mycket av sin originalinredning från 1935.
M/S Tranan har gått som bokbåt i Stockholms skärgård under någon vecka under  vår och höst.